# Herminia koreognatha
Herminia koreognatha är en fjärilsart som beskrevs av Felix Bryk 1948. Herminia koreognatha ingår i släktet Herminia och familjen nattflyn. Inga underarter finns listade i Catalogue of Life.